# Filmographie de Charlton Heston

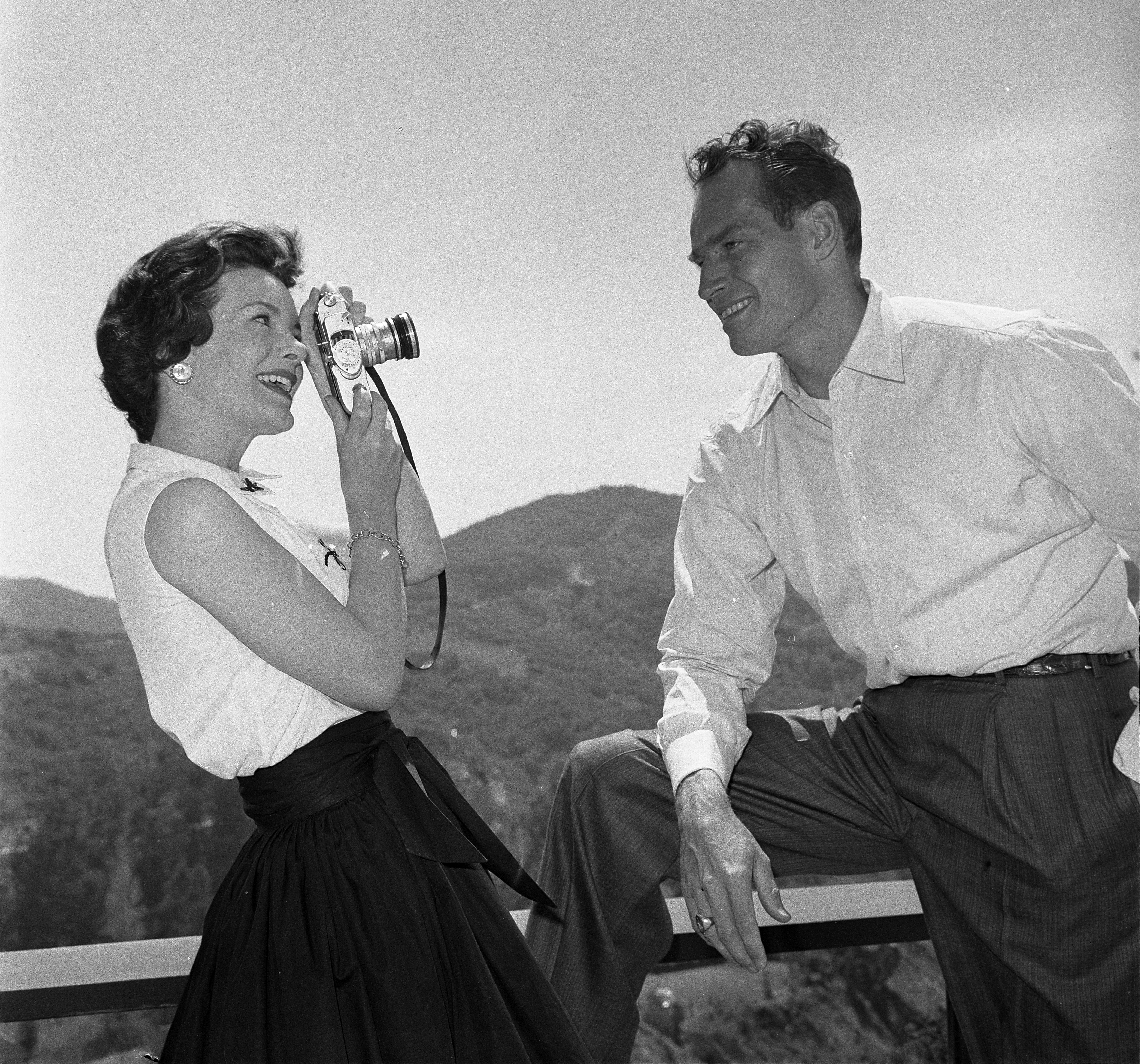
Charlton Heston pose pour sa femme, Lydia, chez eux à Beverly Hills, juste après avoir gagné un Oscar pour son rôle dans Ben-Hur, 1960.

Ceci est la liste des apparitions cinématographiques et télévisuelles de l'acteur Charlton Heston. Plusieurs de ses interventions radiophoniques sont aussi répertoriées.

## Cinéma

### 1941 – 1959
| Année | Film                                  | Rôle                                  | Réalisateur            | Autres acteurs |
| ----- | ------------------------------------- | ------------------------------------- | ---------------------- | --- |
| 1941  | Peer Gynt                             | Peer Gynt                             | David Bradley          | Betty Hanisee, Lucielle Powell                                                                                                 |
| 1950  | Julius Caesar                         | Marc Antoine                          | David Bradley          | Harold Tasker, David Bradley                                                                                                   |
| 1950  | La main qui venge                     | Danny Haley / Richard Branton         | William Dieterle       | Lizabeth Scott, Viveca Lindfors, Dean Jagger                                                                                   |
| 1952  | Sous le plus grand chapiteau du monde | Brad Braden                           | Cecil B. DeMille       | Betty Hutton, Cornel Wilde, Dorothy Lamour, James Stewart                                                                      |
| 1952  | La Furie du désir                     | Boake Tackman                         | King Vidor             | Jennifer Jones, Karl Malden |
| 1952  | Le Fils de Géronimo                   | James "Jim" Aherne Jr. aka War Bonnet | George Marshall        | Susan Morrow |
| 1953  | Le Général invincible                 | President Andrew Jackson              | Henry Levin            | Susan Hayward, John McIntire                                                                                                   |
| 1953  | Le triomphe de Buffalo Bill           | "Buffalo Bill" Cody                   | Charles Marquis Warren | Rhonda Fleming, Jan Sterling, Forrest Tucker                                                                                   |
| 1953  | Le Sorcier du Rio Grande              | Ed Bannon                             | Charles Marquis Warren | Jack Palance, Katy Jurado, Brian Keith                                                                                         |
| 1953  | Bad for Each Other                    | Dr Tom Owen                           | Irving Rapper          | Lizabeth Scott |
| 1954  | Quand la marabunta gronde             | Christopher Leiningen                 | Byron Haskin           | Eleanor Parker, William Conrad                                                                                                 |
| 1954  | Le Secret des Incas                   | Harry Steele                          | Jerry Hopper           | Robert Young, Nicole Murray |
| 1955  | Horizons lointains                    | William Clark                         | Rudolph Maté           | Fred MacMurray, Donna Reed |
| 1955  | La Guerre privée du major Benson      | Maj. Bernard R. "Barney" Benson       | Jerry Hopper           | Julie Adams, William Demarest                                                                                                  |
| 1955  | Lucy Gallant                          | Casey Cole                            | Robert Parrish         | Jane Wyman |
| 1956  | Les Dix Commandements                 | Moïse                                 | Cecil B. DeMille       | Yul Brynner, Anne Baxter, Edward G. Robinson, Nina Foch, Debra Paget, John Derek, Yvonne De Carlo, Vincent Price, Martha Scott |
| 1957  | Terre sans pardon                     | Capt. Colt Saunders                   | Rudolph Maté           | Anne Baxter, Tom Tryon, Gilbert Roland                                                                                         |
| 1958  | Screen Snapshots: Salute to Hollywood | Lui-même                              | Ralph Staub            | John Wayne, Zsa Zsa Gabor |
| 1958  | La Soif du mal                        | Ramon Miguel "Mike" Vargas            | Orson Welles           | Janet Leigh, Orson Welles, Dennis Weaver, Zsa Zsa Gabor, Marlene Dietrich                                                      |
| 1958  | Les Grands Espaces                    | Steve Leech                           | William Wyler          | Gregory Peck, Jean Simmons, Carroll Baker, Burl Ives, Charles Bickford, Chuck Connors                                          |
| 1958  | Les Boucaniers                        | Gen. Andrew Jackson                   | Anthony Quinn          | Yul Brynner, Claire Bloom, Inger Stevens, Charles Boyer, Henry Hull, Lorne Greene                                              |
| 1959  | Ben-Hur                               | Judah Ben-Hur                         | William Wyler          | Jack Hawkins, Haya Harareet, Stephen Boyd, Martha Scott, Cathy O'Donnell, Sam Jaffe, Hugh Griffith, Finlay Currie              |
| 1959  | Cargaison dangereuse                  | John Sands                            | Michael Anderson       | Gary Cooper, Virginia McKenna, Michael Redgrave, Richard Harris                                                                |

### 1961 – 1970
| Année | Film                                  | Rôle                                                  | Réalisateur           | Autres acteurs                                                                                   |
| ----- | ------------------------------------- | ----------------------------------------------------- | --------------------- | ------------------------------------------------------------------------------------------------ |
| 1961  | Le Cid                                | El Cid (Rodrigo Díaz de Vivar)                        | Anthony Mann          | Sophia Loren, Raf Vallone, Geneviève Page, John Fraser, Gary Raymond, Hurd Hatfield, Herbert Lom |
| 1962  | Le Pigeon qui sauva Rome              | Captain Paul MacDougall / Benny the Snatch / Narrator | Melville Shavelson    | Elsa Martinelli                                                                                  |
| 1963  | Le Seigneur d'Hawaï                   | Richard "King" Howland                                | Guy Green             | Yvette Mimieux, George Chakiris, James Darren                                                    |
| 1963  | Les 55 Jours de Pékin                 | Maj. Matt Lewis                                       | Nicholas Ray          | David Niven, Ava Gardner                                                                         |
| 1963  | The Five Cities of June               | Narrateur                                             | Bruce Herschensohn    |                                                                                                  |
| 1965  | La Plus Grande Histoire jamais contée | Jean le Baptiste                                      | George Stevens        | Max von Sydow, Telly Savalas                                                                     |
| 1965  | L'Extase et l'Agonie                  | Michel-Ange                                           | Carol Reed            | Rex Harrison, Diane Cilento                                                                      |
| 1965  | Major Dundee                          | Major Amos Charles Dundee                             | Sam Peckinpah         | Richard Harris, Jim Hutton, James Coburn                                                         |
| 1965  | Le Seigneur de la guerre              | Chrysagon                                             | Franklin J. Schaffner | Richard Boone, Rosemary Forsythe                                                                 |
| 1966  | Khartoum                              | Gen. Charles "Chinese" Gordon                         | Basil Dearden         | Laurence Olivier, Ralph Richardson                                                               |
| 1967  | All About People                      | Narrateur                                             | Saul Rubin            |                                                                                                  |
| 1967  | While I Run This Race                 | Narrateur                                             | Edmund Levy           |                                                                                                  |
| 1968  | La Symphonie des héros                | Lionel Evans                                          | Ralph Nelson          | Maximilian Schell, Kathryn Hays                                                                  |
| 1968  | Will Penny, le solitaire              | Will Penny                                            | Tom Gries             | Joan Hackett, Donald Pleasence                                                                   |
| 1968  | La Planète des singes                 | George Taylor                                         | Franklin J. Schaffner | Roddy McDowell, Kim Hunter, Maurice Evans, Linda Harrison                                        |
| 1969  | Number One                            | Ron "Cat" Catlan                                      | Tom Gries             | Jessica Walter, Bruce Dern                                                                       |
| 1970  | Le Secret de la planète des singes    | George Taylor                                         | Ted Post              | James Franciscus, Kim Hunter, Maurice Evans, Linda Harrison                                      |
| 1970  | Le Maître des îles                    | Whipple "Whip" Hoxworth                               | Tom Gries             | Tina Chen, Geraldine Chaplin, John Phillip Law                                                   |
| 1970  | Julius Caesar                         | Marc Antoine                                          | Stuart Burge          | Jason Robards, John Gielgud, Robert Vaughn, Richard Chamberlain, Diana Rigg, Christopher Lee     |

### 1971 – 1980
| Année | Film                                 | Rôle                      | Réalisateur        | Autres acteurs |
| ----- | ------------------------------------ | ------------------------- | ------------------ | --- |
| 1971  | Le Survivant                         | Robert Neville            | Boris Segal        | Anthony Zerbe, Rosalind Cash |
| 1972  | Antoine et Cléopâtre                 | Marc Antoine              | Charlton Heston    | Hildegarde Neil, Eric Porter |
| 1972  | The Special London Bridge Special    | joueur de tennis          | David Winters      | Tom Jones, Kirk Douglas, Jennifer O'Neill |
| 1972  | Alerte à la bombe                    | Capt. Henry "Hank" O'Hara | John Guillerman    | Yvette Mimieux, James Brolin |
| 1972  | L'Appel de la forêt                  | John Thornton             | Ken Annakin        | Michele Mercier |
| 1973  | Soleil vert                          | Détective Robert Thorn    | Richard Fleischer  | Edward G. Robinson, Leigh Taylor-Young, Chuck Connors, Joseph Cotten |
| 1973  | Les Trois Mousquetaires              | Cardinal de Richelieu     | Richard Lester     | Michael York, Raquel Welch, Richard Chamberlain, Oliver Reed, Faye Dunaway, Christopher Lee, Geraldine Chaplin                                                                                                |
| 1974  | 747 en péril                         | Alan Murdock              | Jack Smight        | Karen Black, George Kennedy, Gloria Swanson, Efrem Zimbalist Jr., Susan Clark, Helen Reddy, Linda Blair, Dana Andrews, Roy Thinnes, Sid Caesar, Myrna Loy, Ed Nelson, Nancy Olson, Larry Storch, Martha Scott |
| 1974  | On l'appelait Milady                 | Cardinal de Richelieu     | Richard Lester     | Michael York, Raquel Welch, Richard Chamberlain, Oliver Reed, Faye Dunaway, Christopher Lee, Geraldine Chaplin                                                                                                |
| 1974  | Tremblement de terre                 | Stewart Graff             | Mark Robson        | Ava Gardner, George Kennedy, Lorne Greene, Geneviève Bujold, Richard Roundtree, Marjoe Gortner, Barry Sullivan, Lloyd Nolan, Victoria Principal, Monica Lewis, Walter Matthau                                 |
| 1975  | The Fun of Your Life                 | Narrateur                 | John J. Hennessy   | |
| 1976  | La Bataille de Midway                | Capt. Matthew Garth       | Jack Smight        | Henry Fonda, Toshirō Mifune, Robert Mitchum |
| 1976  | Un tueur dans la foule               | Capt. Peter Holly         | Larry Peerce       | John Cassavetes, Martin Balsam, Beau Bridges, Jack Klugman, Gena Rowlands, David Janssen, Marilyn Hassett, Walter Pidgeon, Mitchell Ryan, Pamela Bellwood, David Groh, Brock Peters                           |
| 1976  | La loi de la haine                   | Sam Burgade               | Andrew V. McLaglen | James Coburn, Barbara Hershey, Jorge Rivero, Michael Parks |
| 1977  | Le Prince et le Pauvre               | Henry VIII                | Richard Fleischer  | Oliver Reed, Raquel Welch, Mark Lester, Ernest Borgnine, George C. Scott, Rex Harrison |
| 1978  | Sauvez le Neptune                    | Capt. Paul Blanchard      | David Green        | David Carradine, Stacy Keach, Ned Beatty, Christopher Reeve |
| 1980  | La Fureur sauvage                    | Bill Tyler                | Richard Lang       | Brian Keith |
| 1980  | La Malédiction de la vallée des rois | Matthew Corbeck           | Mike Newell        | Susannah York, Stephanie Zimbalist |

### 1982 – 2003
| Année               | Film                                   | Rôle                     | Réalisateur                                     | Autres acteurs |
| ------------------- | -------------------------------------- | ------------------------ | ----------------------------------------------- | --- |
| 1982                | La Fièvre de l'or                      | Silas McGee / Ian McGee  | Charlton Heston                                 | Kim Basinger, Nick Mancuso                                                                                                |
| 1989                | Call From Space                        | Alien (voice only)       | Richard Fleischer                               | James Coburn |
| 1990                | Solar Crisis                           | Adm. "Skeet" Kelso       | Richard C. Sarafian                             | Tim Matheson, Peter Boyle, Jack Palance                                                                                   |
| 1990                | Un ange... ou presque                  | Dieu                     | John Cornell                                    | Paul Hogan, Linda Kozlowski                                                                                               |
| 1992                | Genghis Khan (inachevé)                | Togrul                   | Ken Annakin, Peter Duffield, Antonio Margheriti | Richard E. Grant, Richard Tyson                                                                                           |
| 1993                | Wayne's World 2                        | un bon acteur            | Stephen Surjik                                  | Mike MyersMike Myers, Dana Carvey, Tia Carrere, Christopher Walken, Kim Basinger                                          |
| 1993                | Tombstone                              | Henry Hooker             | George P. Cosmatos                              | Kurt Russell, Val Kilmer, Sam Elliott, Bill Paxton, Powers Boothe, Michael Biehn, Billy Bob Thornton                      |
| 1994                | True Lies                              | Spencer Trilby           | James Cameron                                   | Arnold Schwarzenegger, Jamie Lee Curtis, Bill Paxton, Tom Arnold, Tia Carrere                                             |
| 1995                |                                        |                          |                                                 | |
| L'Antre de la folie | Jackson Harglow                        | John Carpenter           | Sam Neill, Julie Carmen, Jürgen Prochnow        | |
| 1996                | The Dark Mist                          | Narrateur                | Ryan Carroll                                    | Teri Austin |
| 1996                | Alaska                                 | Colin Perry, the Poacher | Fraser Clarke Heston                            | Thora Birch |
| 1996                | Hamlet                                 | Acteur jouant le roi     | Kenneth Branagh                                 | Kenneth Branagh, Julie Christie, Billy Crystal, Gérard Depardieu, Derek Jacobi, Jack Lemmon, Robin Williams, Kate Winslet |
| 1997                | Hercules                               | Narrateur                | Ron Clements, John Musker                       | Tate Donovan, James Woods, Rip Torn, Danny DeVito                                                                         |
| 1998                | Armageddon                             | Narrator                 | Michael Bay                                     | Bruce Willis, Billy Bob Thornton, Ben Affleck, Liv Tyler, Michael Clarke Duncan                                           |
| 1999                | Gideon                                 | Addison Sinclair         | Claudia Hoover                                  | Christophe Lambert, Carroll O'Connor, Shirley Jones                                                                       |
| 1999                | L'Enfer du dimanche                    | Commissaire              | Oliver Stone                                    | Al Pacino, Cameron Diaz, Dennis Quaid, James Woods, Jamie Foxx                                                            |
| 2001                | Potins mondains et Amnésies partielles | le père d'Eugénie        | Peter Chelsom                                   | Warren Beatty, Diane Keaton, Andie MacDowell, Goldie Hawn, Garry Shandling                                                |
| 2001                | Comme chiens et chats                  | le Mastiff               | Lawrence Guterman                               | Jeff Goldblum, Elizabeth Perkins                                                                                          |
| 2001                | La Planète des singes                  | Zaius, Thade's Father    | Tim Burton                                      | Mark Wahlberg, Tim Roth, Helena Bonham Carter, Paul Giamatti, Michael Clarke Duncan                                       |
| 2001                | The Order                              | Prof. Walter Finley      | Sheldon Lettich                                 | Jean-Claude Van Damme |
| 2002                | Bowling for Columbine                  | Lui-même (Interviewé)    | Michael Moore                                   | Michael Moore |
| 2003                | My Father, Rua Alguem 5555             | Josef Mengele            | Egidio Eronico                                  | Thomas Kretschmann, F. Murray Abraham                                                                                     |

,

## Télévision

### 1949–1960
| Date              | Titre                           | Épisode                                 | Rôle                      |
| ----------------- | ------------------------------- | --------------------------------------- | ------------------------- |
| 15 mars 1949      | Suspense                        | "Suspicion"                             | ?                         |
| 15 juin 1949      | Studio One                      | "Smoke"                                 | ?                         |
| 26 septembre 1949 | Studio One                      | "The Outward Room"                      | ?                         |
| 24 octobre 1949   | Studio One                      | "Battleship Bismark"                    | ?                         |
| 8 novembre 1949   | Suspense                        | "Suspicion"                             | ?                         |
| 21 novembre 1949  | Studio One                      | "Of Human Bondage"                      | ?                         |
| 12 décembre 1949  | Studio One                      | "Jane Eyre"                             | Edward Rochester          |
| 27 février 1950   | Studio One                      | "The Willow Cabin"                      | ?                         |
| 22 mars 1950      | The Clock                       | "The Hypnotist"                         | ?                         |
| 5 juin 1950       | Studio One                      | "The Taming of the Shrew"               | Petruchio                 |
| 25 juin 1950      | The Philco Television Playhouse | "Hear My Heart Speak"                   | ?                         |
| 30 octobre 1950   | Studio One                      | "Wuthering Heights"                     | Heathcliff                |
| 4 décembre 1950   | Studio One                      | "Letter from Cairo"                     | ?                         |
| 2 octobre 1951    | Suspense                        | "Santa Fe Flight"                       | ?                         |
| 8 octobre 1951    | Lux Video Theatre               | "Route 19"                              | ?                         |
| 13 octobre 1951   | Your Show of Shows              | "Episode: October 13, 1951"             | Lui-même                  |
| 22 octobre 1951   | Studio One                      | "Macbeth"                               | Macbeth                   |
| 12 novembre 1951  | Studio One                      | "A Bolt of Lightning"                   | James Otis                |
| 23 novembre 1951  | Schlitz Playhouse of Stars      | "One Is a Lonesome Number"              | ?                         |
| 22 décembre 1951  | Your Show of Shows              | "Episode dated 22 December 1951"        | Lui-même                  |
| 14 janvier 1952   | Robert Montgomery Presents      | "Cashel Byron's Profession"             | ?                         |
| 10 mars 1952      | Studio One                      | "The Wings of the Dove"                 | ?                         |
| 22 août 1952      | Curtain Call                    | "The Liar"                              | ?                         |
| 29 décembre 1952  | Robert Montgomery Presents      | "The Closed Door"                       | Peter Handley             |
| 25 janvier 1953   | The Philco Television Playhouse | "Elegy"                                 | ?                         |
| 12 décembre 1953  | Medallion Theatre               | "A Day in Town"                         | ?                         |
| 16 janvier 1954   | Your Show of Shows              | "Episode: January 16, 1954"             | Lui-même                  |
| 2 février 1954    | Danger                          | "Freedom to Get Lost"                   | ?                         |
| 3 mars 1955       | The George Gobel Show           | "Episode: March 3, 1955"                | Lui-même/Sketch Performer |
| 12 juin 1955      | The Colgate Comedy Hour         | "Episode #5.30"                         | Lui-même – Hôte           |
| 26 juin 1955      | The Colgate Comedy Hour         | "Episode #5.31"                         | Lui-même – Hôte           |
| 7 août 1955       | The Colgate Comedy Hour         | "Episode #5.36"                         | Lui-même                  |
| 28 août 1955      | The Colgate Comedy Hour         | "Episode #5.38"                         | Lui-même – Hôte           |
| 4 septembre 1955  | The Colgate Comedy Hour         | "Episode #5.39"                         | Lui-même – Hôte           |
| 26 septembre 1955 | Robert Montgomery Presents      | "Along Came Jones"                      | ?                         |
| 9 octobre 1955    | Omnibus                         | "The Birth of Modern Times"             | Acteur                    |
| 14 octobre 1955   | Person to Person                | "Episode #3.7"                          | Lui-même – Invité         |
| 11 décembre 1955  | General Electric Theater        | "The Seeds of Hate"                     | Tim                       |
| 29 décembre 1955  | Climax!                         | "Bailout at 43,000 Feet"                | Lieutenant Paul Peterson  |
| 4 octobre 1956    | Playhouse 90                    | "Forbidden Area"                        | Major Jesse Price         |
| 28 octobre 1956   | What's My Line?                 | "Episode #8.6"                          | Mystery Guest             |
| 2 décembre 1956   | The Steve Allen Show            | "Episode #2.11"                         | Lui-même                  |
| 17 mai 1957       | Schlitz Playhouse of Stars      | "Switch Station"                        | ?                         |
| 27 juin 1957      | Climax!                         | "The Trial of Captain Wirtz"            | Chipman                   |
| 17 novembre 1957  | The Ed Sullivan Show            | "Episode #11.8"                         | Lui-même                  |
| 11 décembre 1957  | This Is Your Life               | "Dennis Weaver"                         | Lui-même                  |
| 12 janvier 1958   | Shirley Temple's Storybook (en) | "Beauty and the Beast"                  | La Bête                   |
| 20 février 1958   | Playhouse 90                    | "Point of No Return"                    | Charles Gray              |
| 25 janvier 1959   | The Ed Sullivan Show            | "Episode #12.20"                        | Lui-même                  |
| 15 mars 1959      | The Steve Allen Show            | "Episode #4.26"                         | Lui-même – Invité         |
| 26 juillet 1959   | The Ed Sullivan Show            | "Episode #12.45"                        | Lui-même                  |
| 27 décembre 1959  | The Ed Sullivan Show            | "Episode #13.15"                        | Lui-même                  |
| 11 avril 1960     | The Steve Allen Show            | "Episode #5.25"                         | Lui-même – Guest          |
| 1er mai 1960      | The Ed Sullivan Show            | "Episode #13.31"                        | Acteur – Dramatic Reading |
| 5 mai 1960        | The Revlon Revue                | "Tiptoe Through TV"                     | Lui-même                  |
| 6 novembre 1960   | The Ed Sullivan Show            | "See America with Ed Sullivan: Chicago" | Actor – Dramatic Reading  |

### 1961–1980
| Date              | Titre                                   | Épisode                                 | Rôle                       |
| ----------------- | --------------------------------------- | --------------------------------------- | -------------------------- |
| 17 octobre 1961   | Alcoa Premiere                          | "The Fugitive Eye"                      | Paul Malone                |
| 15 novembre 1963  | Hallmark Hall of Fame                   | "The Patriots"                          | Thomas Jefferson           |
| 8 juin 1966       | A Whole Scene Going                     | "Episode #1.23"                         | Acteur                     |
| 1966              | What Is a Boy                           |                                         |                            |
| 31 janvier 1968   | Hallmark Hall of Fame                   | "Elizabeth the Queen"                   | Robert Devereux            |
| 31 mars 1968      | The Ed Sullivan Show                    | "Episode #21.30"                        | Hilmself – Dramatic Reader |
| 9 juin 1968       | The Ed Sullivan Show                    | "Episode #21.39"                        | Dramatic Reader            |
| 4 juin 1970       | The Merv Griffin Show                   | "Episode: June 4, 1970"                 | Lui-même                   |
| 1er octobre 1970  | The Tonight Show Starring Johnny Carson | "Episode: October 1, 1970"              | Lui-même                   |
| 18 août 1971      | The Tonight Show Starring Johnny Carson | "Episode: August 18, 1971"              | Lui-même                   |
| 21 août 1971      | The Irv Kupcinet Show                   | "Episode: August 21, 1971"              | Lui-même                   |
| 26 novembre 1971  | V.I.P.-Schaukel                         | "Episode #1.3"                          | Lui-même                   |
| 12 décembre 1971  | Parkinson                               | "Episode #1.21"                         | Lui-même                   |
| 26 février 1972   | Film Night                              | "Episode: February 26, 1972"            | Lui-même                   |
| 11 mai 1972       | The Tonight Show Starring Johnny Carson | "Episode: May 11, 1972"                 | Lui-même                   |
| 12 décembre 1972  | The Tonight Show Starring Johnny Carson | "Episode: December 12, 1972"            | Lui-même                   |
| 28 mars 1973      | The Tonight Show Starring Johnny Carson | "Episode: March 28, 1973"               | Lui-même                   |
| 23 août 1973      | The Tonight Show Starring Johnny Carson | "Episode: August 23, 1973"              | Lui-même                   |
| 18 octobre 1973   | Jack Paar Tonite                        | "Episode: October 18, 1973"             | Lui-même                   |
| 23 octobre 1973   | Dinah's Place                           | "Episode: October 23, 1973"             | Lui-même                   |
| 29 mai 1974       | ABC's Wide World of Entertainment       | "That's Entertainment! 50 Years of MGM" | Lui-même                   |
| 15 octobre 1974   | The Mike Douglas Show                   | "Episode: October 15, 1974"             | Lui-même                   |
| 3 mai 1976        | Dinah!                                  | "Episode: May 3, 1976"                  | Lui-même                   |
| 17 septembre 1976 | Dinah!                                  | "Episode: September 17, 1976"           | Lui-même                   |
| 10 décembre 1976  | The Tonight Show Starring Johnny Carson | "Episode: December 10, 1976"            | Lui-même                   |
| 10 avril 1978     | America 2-Night                         | "60 Seconds of Fame"                    | Lui-même                   |

### 1981–1990
| Date             | Titre                                   | Épisode                                            | Rôle                 |
| ---------------- | --------------------------------------- | -------------------------------------------------- | -------------------- |
| 15 décembre 1981 | The Tonight Show Starring Johnny Carson | "Épisode: December 15, 1981"                       | Lui-même             |
| 13 décembre 1983 | Chiefs                                  | (mini-série)                                       | Hugh Holmes          |
| 17 octobre 1984  | Nairobi Affair                          | (téléfilm)                                         | Lee Cahill           |
| 12 janvier 1985  | Aspel & Company                         | "Episode #2.1"                                     | Lui-même             |
| 9 octobre 1985   | Dynastie                                | "The Californians"                                 | Jason Colby          |
| 16 octobre 1985  | Dynastie                                | "The Man"                                          | Jason Colby          |
| 13 novembre 1985 | Dynastie                                | "The Titans"                                       | Jason Colby          |
| 20 novembre 1985 | Dynastie 2 : Les Colby                  | série de 48 épisodes                               | Jason Colby          |
| 4 décembre 1985  | The Tonight Show Starring Johnny Carson | "Épisode: December 4, 1985"                        | Lui-même             |
| 3 avril 1986     | Good Morning America                    | "Épisode: April 3, 1986"                           | Lui-même             |
| 9 novembre 1986  | Le Monde merveilleux de Disney          | "Walt Disney World's 15th Anniversary Celebration" | Lui-même             |
| 28 mars 1987     | Saturday Night Live                     | "Charlton Heston / Wynton Marsalis"                | Hôte                 |
| 1er octobre 1987 | Proud Men                               | (téléfilm)                                         | Charley Mac Leod Sr. |
| 10 octobre 1987  | The Dame Edna Experience                | "Épisode #1.5"                                     | Lui-même             |
| 25 décembre 1987 | The Two Ronnies                         | "1987 Christmas Special"                           | Acteur               |
| 25 décembre 1987 | Christmas Night with the Two Ronnies    | (émission spéciale)                                | Rôles divers         |
| 21 décembre 1988 | A Man for All Seasons                   | (téléfilm)                                         | Sir Thomas More      |
| 20 février 1989  | Original Sin                            | (téléfilm)                                         | Louis Mancini        |
| 22 janvier 1990  | L'Île au trésor                         | (téléfilm)                                         | Long John Silver     |
| 17 août 1990     | The Little Kidnappers                   | (téléfilm)                                         | James MacKenzie      |

### 1991–2003
| Date                             | Titre                                    | Épisode                                          | Rôle                                   |
| -------------------------------- | ---------------------------------------- | ------------------------------------------------ | -------------------------------------- |
| 20 février 1991                  | The Man Who Saw Tomorrow                 | (documentaire)                                   | Narrateur                              |
| 4 novembre 1991                  | The Crucifer of Blood                    | (téléfilm)                                       | Sherlock Holmes                        |
| 1991                             | Cults: Saying No Under Pressure          | (documentaire)                                   | Narrateur                              |
| 24 février 1992                  | Crash Landing: The Rescue of Flight 232  | (téléfilm)                                       | Captain Al Haynes                      |
| 1er décembre 1992                | Noel                                     | (TV movie)                                       | Narrateur (voix)                       |
| 10 novembre 1993                 | The Mystery of the Sphinx                | "Charlton Heston /John Anthony West"             | Hôte                                   |
| 4 décembre 1993                  | Saturday Night Live                      | "Charlton Heston /Paul Westerberg"               | Hôte                                   |
| 13 avril 1994                    | This Is Your Life                        | "Charlton Heston"                                | Lui-même                               |
| 1er mai 1994                     | SeaQuest DSV                             | "Abalon"                                         | Abalon                                 |
| 26 décembre 1994                 | The Great Battles of the Civil War       | (documentaire)                                   | Abraham Lincoln (voix)                 |
| 22 janvier 1995                  | The Avenging Angel                       | (téléfilm)                                       | Brigham Young                          |
| 16 avril 1995                    | Texas                                    | (mini-série télévisée)                           | Narrateur                              |
| 17 novembre 1995                 | Clive Anderson Talks Back                | "Episode #10.8"                                  | Lui-même                               |
| 2 décembre 1995                  | Corazón, corazón                         | "Episode: December 2, 1995"                      | Lui-même                               |
| 22 janvier 1996                  | Àngels de nit                            | "Episode #1.2"                                   | Lui-même                               |
| 25 février 1996                  | The Mysterious Origins of Man            | documentaire polémique                           | Hôte                                   |
| 25 février 1996                  | Ruby Wax Meets...                        | "Goldie Hawn"                                    | Lui-même                               |
| 2 décembre 1996                  | Corazón, corazón                         | "Episode: December 2, 1996"                      | Lui-même                               |
| 17 janvier 1997                  | Dennis Miller Live                       | "Gun Control"                                    | Lui-même                               |
| 17 mars 1997                     | Biography                                | "Sophia Loren: Actress Italian Style"            | Lui-même                               |
| 4 juin 1997                      | The Rosie O'Donnell Show                 | "Episode:June 4, 1997"                           | Lui-même                               |
| 5 décembre 1997                  | Space Ghost Coast to Coast               | "Dam"                                            | Lui-même                               |
| 1er janvier 1998                 | Private Screenings                       | "Charlton Heston"                                | Lui-même                               |
| 5 février 1998                   | Friends                                  | "The One with Joey's Dirty Day"                  | Lui-même                               |
| 15 mars 1998                     | Biography                                | "John Wayne: American Legend"                    | Lui-même                               |
| 13 juillet 1998                  | Sword to Secrecy: Secrets of War         | (documentaire)                                   | Narrateur                              |
| 13 août 1998                     | Biography                                | "Rex Harrison: The Man Who Would Be King"        | Lui-même                               |
| 8 octobre 1998                   | Late Night with Conan O'Brien            | "Episode: October 8, 1998"                       | Lui-même                               |
| 8 octobre 1998                   | Biography                                | "Roddy McDowell: Hollywood's Best Friend"        | Lui-même                               |
| 8 mai 1999                       | The Howard Stern Radio Show              | "Episode: May 8, 1999"                           | Lui-même                               |
| 1er septembre 1999               | Bagpipe: Instrument of War – Parts 1 & 2 | (documentaire)                                   | Narrateur                              |
| 3 septembre 2000                 | The Outer Limits                         | "Final Appeal"                                   | Chief Justice Haden Wainwright         |
| 14 décembre 2000                 | Cursed                                   | "...And Then Larry Brought Charlton Heston Home" | Lui-même                               |
| 1er janvier 2001                 | Intimate Portrait                        | "Shirley Jones"                                  | Lui-même                               |
| 18 août 2001                     | Biography                                | "Jennifer Jones: Portrait of a Lady"             | Lui-même                               |
| 24 novembre 2001                 | Mad TV                                   | (comedy)                                         | Lui-même                               |
| 1er janvier 2002                 | Film Genre                               | "Epic"                                           | Lui-même                               |
| 20 décembre 2002                 | 20/20                                    | "Episode: December 20, 2002"                     | Lui-même                               |
| 22 décembre – 14 janvier 2002/03 | Coronation Street                        | 6 épisodes                                       | Brian Humble (un ami de Rita Sullivan) |
| 15 février 2003                  | Ben Hur                                  | (dessin animé)                                   | Ben-Hur (voix)                         |

,,

## Radio
Quelques-unes de ses apparitions:
| Date              | Séries                   | Épisode                     | Rôle                  | Co-star       |
| ----------------- | ------------------------ | --------------------------- | --------------------- | ------------- |
| 21 septembre 1952 | Hollywood Star Playhouse | "The Last Chance"           |                       |               |
| 3 novembre 1952   | Lux Radio Theatre        | "Viva Zapata!"              | Emiliano Zapata       | Jean Peters   |
| 2 février 1953    | Lux Radio Theatre        | "Captain Carey, U.S.A."     | Webster Carey         | Wanda Hendrix |
| 28 septembre 1953 | Lux Radio Theatre        | "The President's Lady"      | Andrew Jackson        | Joan Fontaine |
| 7 juin 1954       | Lux Radio Theatre        | "Quand la marabunta gronde" | Christopher Leiningen | Donna Reed    |
| 14 décembre 1954  | Lux Radio Theatre        | "Le secret des Incas"       | Harry Steele          | Nicole Maurey |

,